# Episodi di Good Sam
La prima e unica stagione della serie televisiva Good Sam è stata trasmessa in prima visione negli Stati Uniti sul canale CBS dal 5 gennaio al 4 maggio 2022. In Italia va in onda su Rai 2 dall'11 marzo al 25 aprile 2023.
| nº | Titolo originale       | Titolo italiano             | Prima TV USA     | Prima TV Italia |
| -- | ---------------------- | --------------------------- | ---------------- | --------------- |
| 1  | Pilot                  | Padri e figlie              | 5 gennaio 2022   | 11 marzo 2023   |
| 2  | Natural Order          | L'ordine naturale           | 12 gennaio 2022  | 11 marzo 2023   |
| 3  | Butt of the Joke       | E guerra sia                | 19 gennaio 2022  | 18 marzo 2023   |
| 4  | Attachments            | Compromessi                 | 26 gennaio 2022  | 18 marzo 2023   |
| 5  | Wake Up                | Risvegliarsi                | 2 febbraio 2022  | 25 marzo 2023   |
| 6  | Truce                  | Labile tregua               | 24 febbraio 2022 | 25 marzo 2023   |
| 7  | Chronic Insult         | Dolore cronico              | 3 marzo 2022     | 1 aprile 2023   |
| 8  | Keep Talking           | Continua a parlare          | 24 marzo 2022    | 1 aprile 2023   |
| 9  | A Light in the Storm   | Una luce nella bufera       | 31 marzo 2022    | 8 aprile 2023   |
| 10 | I Trought I Lost You   | La verità è la miglior cura | 7 aprile 2022    | 15 aprile 2023  |
| 11 | Family/Business        | Affari di famiglia          | 21 aprile 2022   | 15 aprile 2023  |
| 12 | The Griffith Technique | La tecnica Griffith         | 28 aprile 2022   | 22 aprile 2023  |
| 13 | To Whom It May Concern | Nuovi giochi di potere      | 4 maggio 2022    | 22 aprile 2023  |

## Padri e figlie
- Titolo originale: Pilot
- Diretto da: Tamra Davis
- Scritto da: Katie Wech

### Trama
Il dottor Sam Griffith (vice-primario) convince un paziente diabetico a farsi operare dal dottor Griffith (primario).
Durante l’intervento hanno uno scambio di opinioni discordanti che fanno riflettere la dottoressa Griffith sul suo percorso a fianco al padre, tanto da pensare di accettare una proposta da un altro ospedale.
Nel pronto soccorso, il dottor Griffith viene sparato da un uomo e resta in coma per 6 mesi, nel frattempo la dottoressa Griffith prende il suo posto come primario ad interim.
Durante la festa di inaugurazione della dottoressa Griffith come primario ad interim, il dottor Griffith si risveglia da coma. Le sue prime parole sono: “quando posso riprendere a lavorare?”, ciò ferisce molto la figlia dato che il suo primo pensiero è stato verso il lavoro.
Per ritornare a fare il medico il dottor Griffith deve sottoporsi a dei test sotto supervisione, Sam accetta di fare da supervisore al padre.
Nel frattempo in ospedale arriva un paziente con una malattia che il team della dott.ssa Griffith non riesce ad identificare e ciò ritorna a irrigidire i rapporti tra padre e figlia.
Infine la dott.ssa Griffith è costretta dall’atteggiamento del padre a fare un esame invasivo al paziente contro la sua volontà, anche se tramite l’esame capisce che il paziente ha bisogno di un nuovo cuore.
Sam andando a casa della sua migliore amica, scopre che lei aveva una relazione con il padre, che sembra non essere mai terminata, e Sam arrabbiata si rifiuta di continuare a fare da supervisore al padre.
Il team guidato da Sam si attiva per trovare un nuovo cuore e per preparare il paziente all’intervento; il cuore arriva subito, ma è troppo piccolo e così Sam e Griffith collaborano in un intervento complicato, inserire il nuovo restando il vecchio così da potergli salvare la vita. L’intervento riesce, Sam comunica al padre che può restare sotto la sua supervisione ma deve rispettarla, il rapporto tra i due si fa sempre più complicato.
- Ascolti Italia: telespettatori 363 000[2]

## L'ordine naturale
- Titolo originale: L'ordine naturale
- Diretto da: Randy Zisk
- Scritto da: Katie Wech

### Trama
Il team segue un caso pediatrico, Griffith si mostra intollerante.
Sam chiude l’amicizia con la sua migliore amica dopo la brutta scoperta.
Arriva un altro caso in ospedale che si mostra intollerante alle cure, dopo essere stato terrorizzato da Griffith accetta di essere ricoverato.
Sam inizia una relazione con il figlio del presidente della commissione dell’ospedale, Malcom Kingsley; e nello stesso ristorante dove Sam aveva l’appuntamento con Malcom trova il padre con Kingsley, il presidente della commissione, e così capisce che Griffith vuole scavalcarla.
Durante l’anamnesi medica del caso pediatrico, Griffith riceve una telefonata che gli annuncia che ritornerà primario non appena sarà terminato il periodo di osservazione.
Il Team scopre che i malesseri del bambino sono causati da una malattia genetica e perciò c’è bisogno di un cuore artificiale, in attesa del trapianto, per essere sicuri che il bambino sopravviva finché non sarà cresciuto abbastanza; Sam invece è più fiduciosa ed è convinta che la terapia genica possa salvare il bambino. In uno scambio di opinioni, tra padre e figlia, molto acceso Sam urla a tutti che il padre ha una relazione con la sua amica, la dottoressa Lex Trulie.
Mentre nell’altro caso si scopre che il paziente mangia caramelle alla cannabis ritardando l’intervento. Sam esegue un intervento di urgenza sul bambino escludendo il padre dalla sala operatoria.
Sam osservando i piedi della sorella del bambino capisce come curare il bambino, anche Griffith riesce a capirlo trovando una scarpa che appartiene alla bambina.
Caleb Tucker, membro del team di Sam e suo ex ragazzo, capisce che l’altro paziente è un alcolizzato e per questo non prendeva i farmaci e così gli consiglia un centro di recupero che lui stesso aveva frequentato.
Su consiglio della dottoressa Trulie, Sam riscatta un favore dalla primaria del reparto di pediatria e così riesce a parlare al consiglio, che gli annunciano che alla fine il posto da primario verrà scelto tra lei e il padre.
- Ascolti Italia: telespettatori 451 000[2]